# Австрало-новозеландский эпигонус
Австрало-новозеландский эпигонус (лат. Epigonus lenimen) — вид лучепёрых рыб семейства большеглазовых (Epigonidae). Эта рыба встречается на глубинах от 530 до 820 м.

## Описание
Максимальная длина тела 22 см. Шип на жаберной крышке присутствует. В первом спинном плавнике 7 колючих лучей, а во втором спинном плавнике — 9 мягких лучей. Длина самого длинного колючего луча в каждом из плавников превышает диаметр глаза. Контрастные области чёрного цвета на голове отсутствуют.

## Распространение
Распространён в южной части Индийского океана у берегов Мадагаскара, юга Австралии (Большой Австралийский залив); в юго-западной части Тихого океана (Тасманово море, восток Новой Зеландии).